# Parafia Podwyższenia Krzyża Świętego w Krakowie (Dębniki)
Parafia Podwyższenia Krzyża Świętego w Krakowie – parafia rzymskokatolicka należąca do dekanatu Skawina archidiecezji krakowskiej w Sidzinie przy ulicy M. Wrony. Od 2020 proboszczem parafii jest ks. Piotr Wiktor

## Historia parafii
Parafia została utworzona 3 sierpnia 1986 r., kilka lat po przyłączeniu Sidziny do Krakowa, która wcześniej należał do parafii w Skawinie. Kościół parafialny wybudowano w latach 1984-1986, poświęcony przez kard. Macharskiego w 10 sierpnia 1986 r.

## Zasięg parafii
Ulice: Błotniska, Chlebiczna, Działowskiego, Hollendra, Kochmańskiego, Kołaczkowskiego, Medalionów, Na Klińcu, Nałkowskiej, Petrażyckiego 40–94, Podgórki Tynieckie 1–23, Prażmowskiego, Profesora Opałki, Radłowa, Sapalskiego, Skąpskiego, Skotnicka nry parzyste od 252 i nieparzyste od 231, Solówki nry parzyste, Topografów, Tretówka, Wapowskiego, Wrony, Zagumnie, Ziętary, Żyzna.